# Leksand (gemeente)
Leksand is een Zweedse gemeente in Dalarna. De gemeente behoort tot de provincie Dalarnas län. Ze heeft een totale oppervlakte van 1418,5 km² en telde 15.504 inwoners in 2004. De hoofdstad van de gemeente is Leksand.

## Geografie
De gemeente Leksand strekt zich in het binnenland uit van Dalarna, de gemeente ligt gedeeltelijk aan het meer Siljan en dan vooral aan de baai Österviken, het langgerekte zuidpunt van dit meer. De gemeente bestaat vooral uit heuvelland. Het gebied rondom Österviken en het dal van Österviken worden gebruikt voor landbouw.

## Economie
Toerisme is een belangrijke inkomsten bron in de gemeente. De toeristencentra bevinden zich vooral rond de oevers van de Siljan. De gemeente heeft ook een aantal kleinere industriegebieden. Industriegebieden zijn Insjön en Häradsbygden aan de rivier de Österdalälven.

## Plaatsen
- Leksand (plaats)
- Insjön
- Siljansnäs
- Tällberg
- Häradsbygden
- Djura
- Västanvik
- Alvik
- Plintsberg en Tällbergs station
- Ytterboda en Överboda
- Heden (Leksand)
- Sätra (Leksand)
- Hjortnäs
- Hjulbäck
- Östra Rönnäs
- Ål-Kilen
- Söder Rälta
- Styrsjöbo
- Almo
- Brändan
- Ytteråkerö

## Partnergemeentes
- Hørsholm
- Lillehammer
- Oulainen
- Aurora
- Tobetsu
- Brainerd

Älvdalen · Avesta · Borlänge · Falun · Gagnef · Hedemora · Leksand · Ludvika · Malung-Sälen · Mora · Orsa · Rättvik · Säter · Smedjebacken · Vansbro